# Église orthodoxe serbe

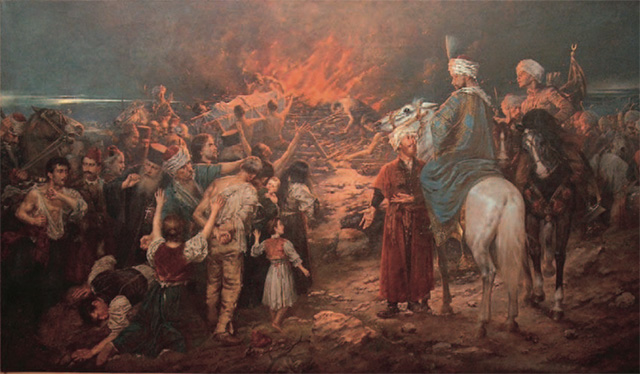
La Destruction des reliques de saint Sava par Stevan Aleksić (1912).

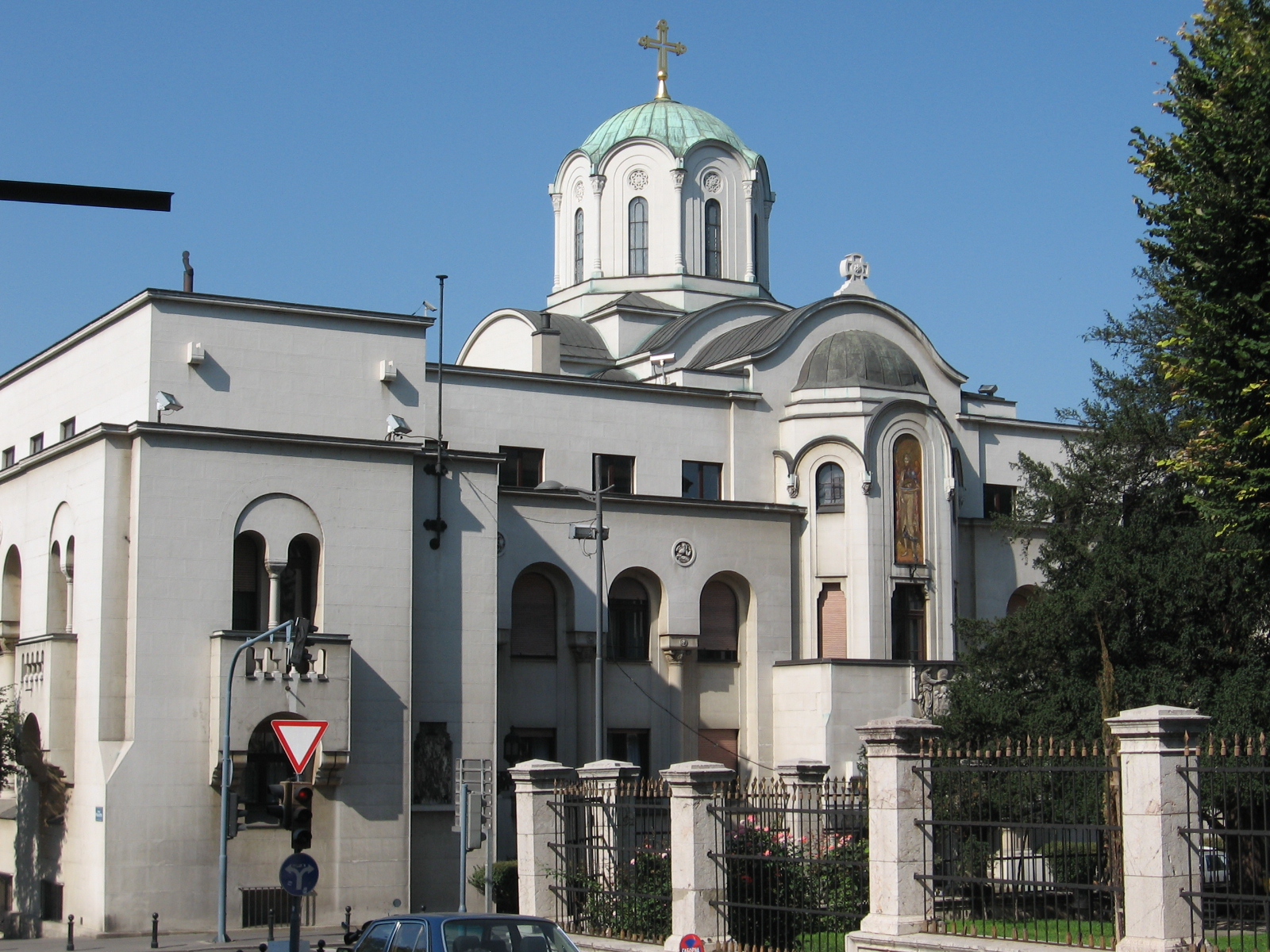
Le bâtiment du Patriarcat de Belgrade.

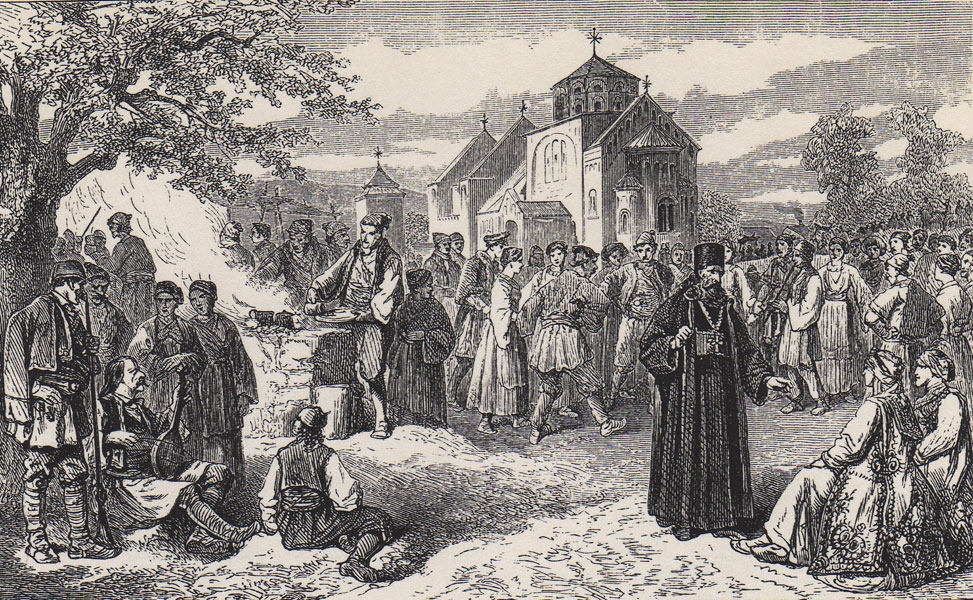
Église en Serbie libérée en 1877.

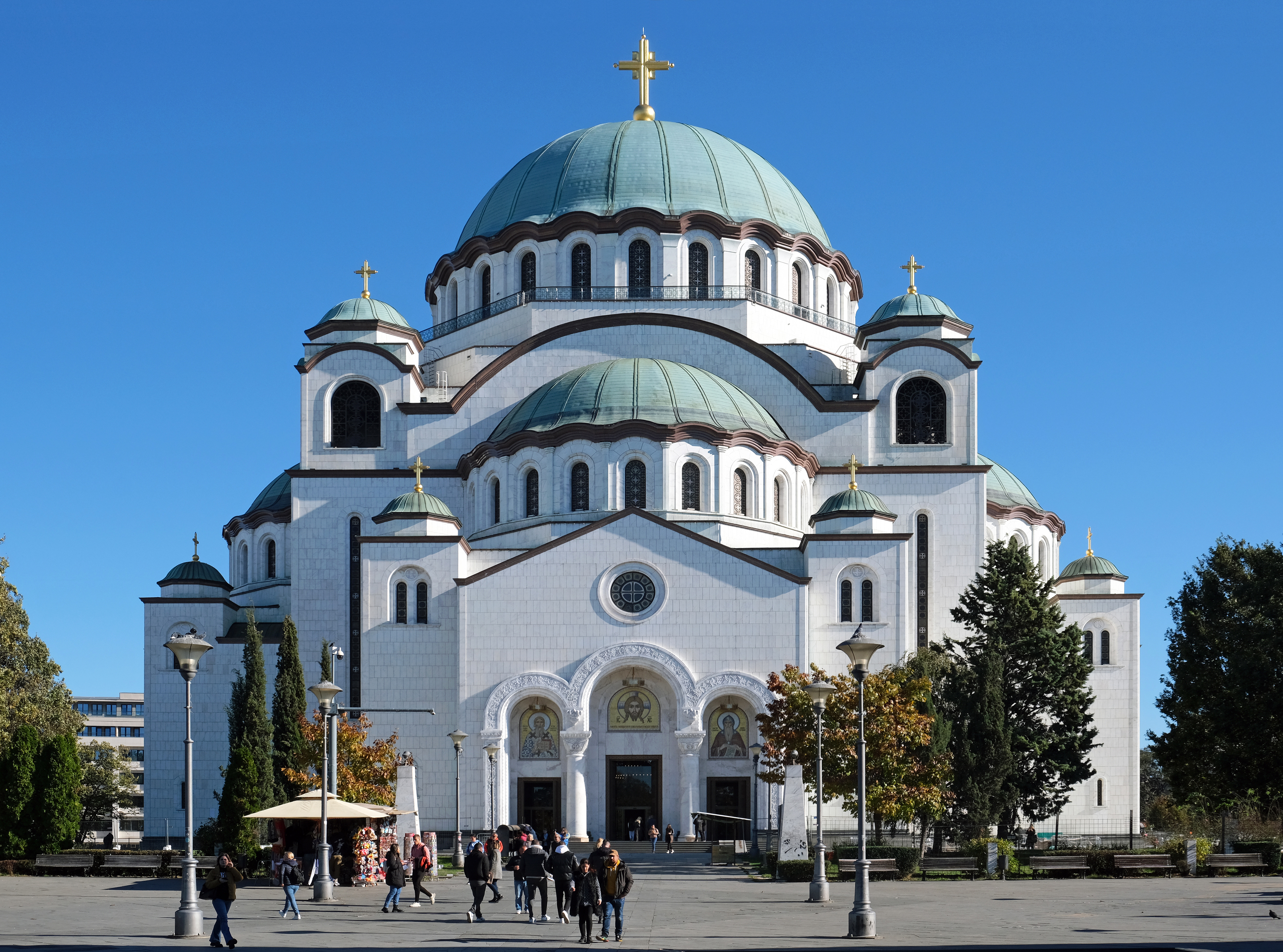
L'église Saint-Sava de Belgrade.

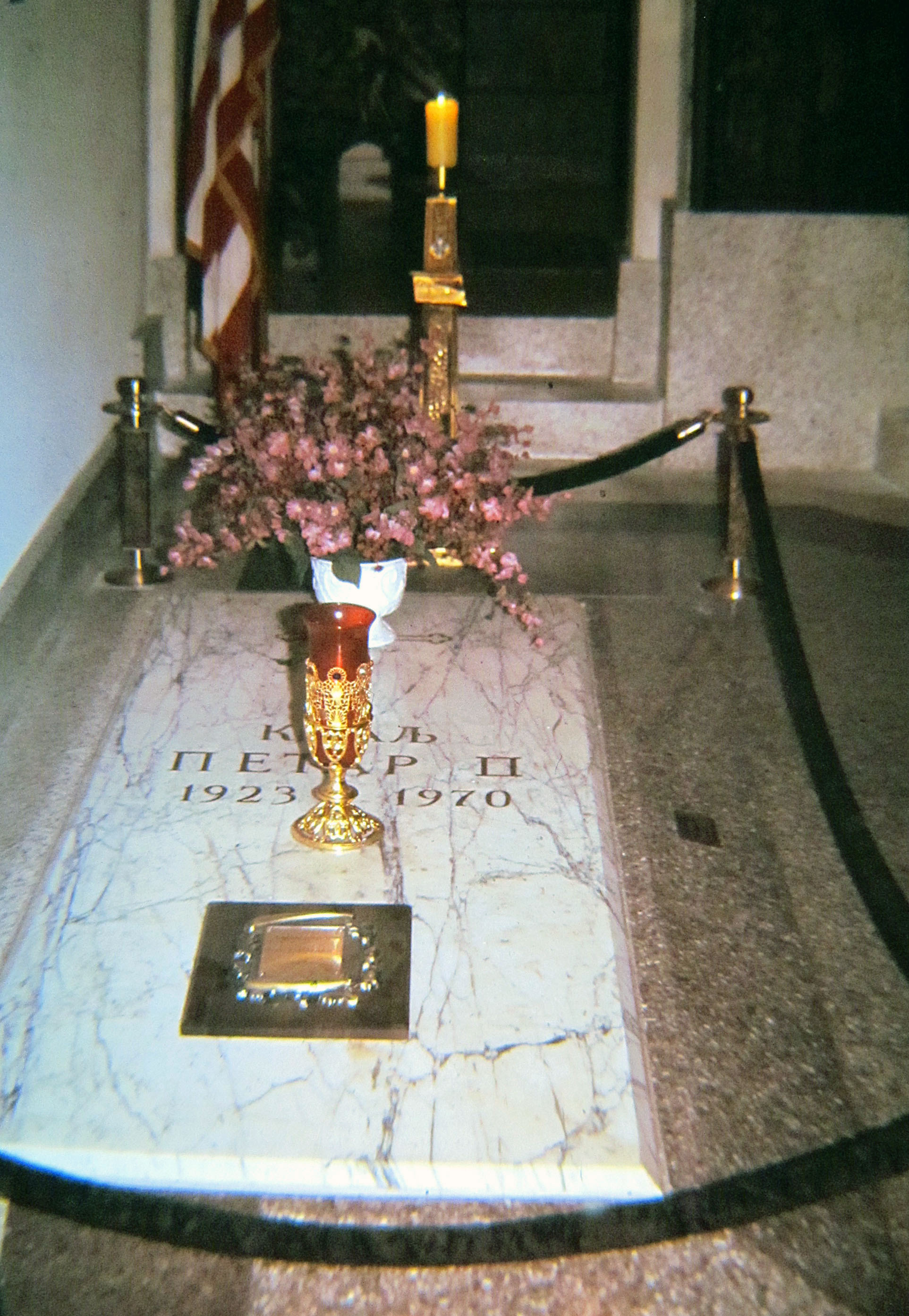
L'ancienne tombe du roi Pierre II de Yougoslavie dans le monastère Saint-Sava de Libertyville (Illinois).

L’Église orthodoxe serbe (en serbe : Српска православна црква / Srpska pravoslavna crkva) ou patriarcat de Serbie est une juridiction autocéphale canonique de l'Église orthodoxe.
Son chef porte le titre d'archevêque de Petch, métropolite de Belgrade-Karlovtzy et patriarche serbe, avec résidence à Belgrade.

## Histoire

### Archevêché de Žiča puis de Peć
À partir de 1219, l'Église orthodoxe du royaume médiéval de Serbie a été organisée par saint Sava comme un archevêché autocéphale ; son siège a d'abord été au monastère de Žiča, puis, au milieu du XIIIe siècle, il a été transféré au monastère de Peć.

### Patriarcat de Peć

#### Nouvelle autocéphalie (1557-1766)
Pendant la grande guerre turque (1683–1699), la plupart de la Hongrie est libérée des Ottomans et les éparchies (diocèses) de ces terres passent sous la domination des Habsbourgs. En 1689, le patriarche serbe Arsenije III (Arsène III), qui s'était rangé du côté des Autrichiens, quitte le monastère patriarcal de Peć pour rejoindre Belgrade en 1690, conduisant ainsi la première grande migration des Serbes. À cette époque, un grand nombre de Serbes s’installent dans les parties méridionales et centrales de la Hongrie. D'importants privilèges leur sont alors accordés par l'empereur Léopold Ier, leur permettant de conserver leur foi orthodoxe et l'organisation de leur Église dirigée par un archevêque et des évêques. Au cours des deux siècles suivants d'existence autonome, l'Église serbe sous la monarchie des Habsbourg conserve toujours une organisation fondée sur ces privilèges originels reçus de l'empereur.

### Les reliques de Saint Sava
L'actuelle église Saint-Sava de Belgrade s'élève à l’endroit où, d’après la tradition, le pacha ottoman Koca Sinan Pacha a fait brûler en 1595 les reliques du saint en représailles de la révolte du Banat l'année précédente.

### Suppressions par les Ottomans
En 1766 et 1767, à la veille de la guerre russo-turque de 1768-1774, l’archevêché d’Ohrid a et le patriarcat de Peć sont abolis, de manière non canonique sur ordre du sultan ottoman Moustafa III, craignant les visées du projet grec de l’impératrice Catherine II.

### Renaissance et tensions

#### Renaissance
Le patriarcat serbe est restauré en 1920, avec juridiction sur l’ensemble des orthodoxes du royaume des Serbes, Croates et Slovènes de l’époque, qui incluait la partie de la Macédoine accordée à la Serbie lors du traité de Bucarest, en 1913.

#### Tensions avec la Macédoine du Nord
L’Église orthodoxe macédonienne a proclamé son autocéphalie en 1967, se détachant de l’Église serbe, dont elle dépendait depuis 1920.

#### Pendant la guerre du Kosovo
Des dizaines d’églises sont détruites par l'UÇK, durant le conflit.

## Organisation

### Serbie
- l'archevêché de Belgrade-Karlovci, avec siège à Belgrade
- l'éparchie du Banat, avec siège à Vršac
- l'éparchie de Bačka, avec siège à Novi Sad
- l'éparchie de Braničevo, avec siège à Požarevac
- l'éparchie de Vranje, avec siège à Vranje
- l'éparchie de Žiča, avec siège au monastère de Žiča près de Kraljevo
- l'éparchie de Mileševa, avec siège au monastère de Mileševa
- l'éparchie de Niš, avec siège à Niš
- l'éparchie de Ras-Prizren, avec siège à Prizren
- l'éparchie de Syrmie, avec siège à Sremski Karlovci
- l'éparchie du Timok, avec siège à Zaječar
- l'éparchie de Šabac, avec siège à Šabac
- l'éparchie de Valjevo, avec siège à Valjevo
- l'éparchie de Šumadija, avec siège à Kragujevac
- l'éparchie de Kruševac, avec siège à Kruševac

### Bosnie-Herzégovine
- l'éparchie de Banja Luka, avec siège à Banja Luka
- l'éparchie de Bihać-Petrovac, avec siège à Bosanski Petrovac
- la métropole de Dabro-Bosna, avec siège à Sarajevo
- l'éparchie de Hum-Herzégovine et du littoral, avec siège à Mostar
- l'éparchie de Zvornik-Tuzla, avec siège à Bijeljina

### Croatie et Slovénie
- l'éparchie de Gornji Karlovac, avec siège à Karlovac
- l'éparchie de Dalmatie, avec siège à Šibenik
- la métropole de Zagreb et de Ljubljana, avec siège à Zagreb (couvre aussi la Slovénie)
- l'éparchie d'Osijek et de Baranja, avec siège à Dalj
- l'éparchie de Pakrac et de Slavonie, avec siège à Pakrac

### Macédoine du Nord
- l'archevêché autonome d'Ohrid, avec siège à Ohrid (Serbes de Macédoine du Nord)

### Monténégro
- la métropole du Monténégro et du littoral, avec siège à Cetinje
- l'éparchie de Budimlje-Nikšić, avec siège au monastère de Đurđevi Stupovi près de Berane

### Pays voisins
- l'éparchie de Timișoara, avec siège à Timișoara (Roumanie, Serbes du Banat)
- l'éparchie de Buda (Budim, Hongrie), avec siège à Szentendre (couvre la Hongrie et la République tchèque)

### Autres pays d'Europe
- l'éparchie d'Autriche et de Suisse, avec siège à Vienne (couvre l'Autriche, la Suisse et l'Italie)
- l'éparchie de Francfort et de toute l'Allemagne, avec siège à Francfort-sur-le-Main
- l'éparchie d'Europe occidentale, avec siège à Paris (couvre la France, la Belgique, le Luxembourg, les Pays-Bas et l'Espagne)
- l'éparchie de Grande-Bretagne et de Scandinavie, avec siège à Stockholm (couvre la Grande-Bretagne, la Norvège, la Suède, la Finlande, le Danemark et l'Islande)

### Amérique (Église orthodoxe serbe aux États-Unis et au Canada)
- l'éparchie d'Amérique de l'est, avec siège à New York et à Washington
- l'éparchie du Canada, avec siège au monastère de Milton ;
- l'éparchie de Nova Gračanica et d'Amérique du centre-ouest, avec siège au monastère de Nova Gračanica ;
- l'éparchie d'Amérique de l'ouest, avec siège à Los Angeles ;
- l'éparchie de Buenos Aires et d'Amérique centrale et du sud, avec siège à Buenos Aires.

### Australie et Océanie
- la métropole d'Australie et de Nouvelle-Zélande, avec siège à Sydney

Éparchies de l'Église orthodoxe serbe dans le monde
Diocèses (éparchies) de l'Église orthodoxe dans les pays de l'ex-Yougoslavie où les croyants sont traditionnellement présents (Note : l'ancienne éparchie de Šabac-Valjevo a été divisée en deux en 2006)
Éparchies en Europe.
Éparchies en Amérique du Nord.
Éparchies en Amérique centrale, du Sud et dans les Caraïbes.
Éparchies en Océanie.

## Relations avec les autres Églises
L'Église orthodoxe serbe est en pleine communion avec les autres Églises orthodoxes autocéphales et entretient également de bonnes relations avec l'Église orthodoxe russe hors frontières.
Elle connaît aujourd'hui deux controverses de juridiction avec des Églises orthodoxes auto-proclamées :
- en Macédoine avec l'Église orthodoxe macédonienne, qui s'est proclamée autocéphale mais n'est pas reconnue par les autres Églises orthodoxes, lesquelles reconnaissent seulement l'archevêché autonome d'Ohrid de l'Église orthodoxe serbe ;
- au Monténégro avec l'Église orthodoxe monténégrine[8], qui s'est proclamée autocéphale mais n'est pas reconnue par les autres Églises orthodoxes, lesquelles reconnaissent seulement la métropole du Monténégro et du littoral de l'Église orthodoxe serbe.

## Sources
- Sima M. Ćirković, La Serbie au Moyen Âge, Paris, Zodiaque, 1992.
- Dušan T. Bataković, Histoire du peuple serbe, Lausanne, L'Age d'Homme 2005.